# Xysmalobium taschdjiani
Xysmalobium taschdjiani är en oleanderväxtart som beskrevs av Emilio Chiovenda. Xysmalobium taschdjiani ingår i släktet Xysmalobium och familjen oleanderväxter. Inga underarter finns listade i Catalogue of Life.